# San Miguel Zozutla
San Miguel Zozutla är en ort i Mexiko.   Den ligger i kommunen Yehualtepec och delstaten Puebla, i den sydöstra delen av landet, 170 km öster om huvudstaden Mexico City. San Miguel Zozutla ligger 2 048 meter över havet och antalet invånare är 5 933.
Terrängen runt San Miguel Zozutla är platt åt sydväst, men åt nordost är den kuperad. Runt San Miguel Zozutla är det ganska tätbefolkat, med 100 invånare per kvadratkilometer. Närmaste större samhälle är Tecamachalco, 16,5 km nordväst om San Miguel Zozutla. Trakten runt San Miguel Zozutla består till största delen av jordbruksmark.